# Louis Merley
Louis Merley (* 7. Januar 1815 in Saint-Étienne; † 17. September 1883 in Paris) war ein französischer Bildhauer und Medailleur.

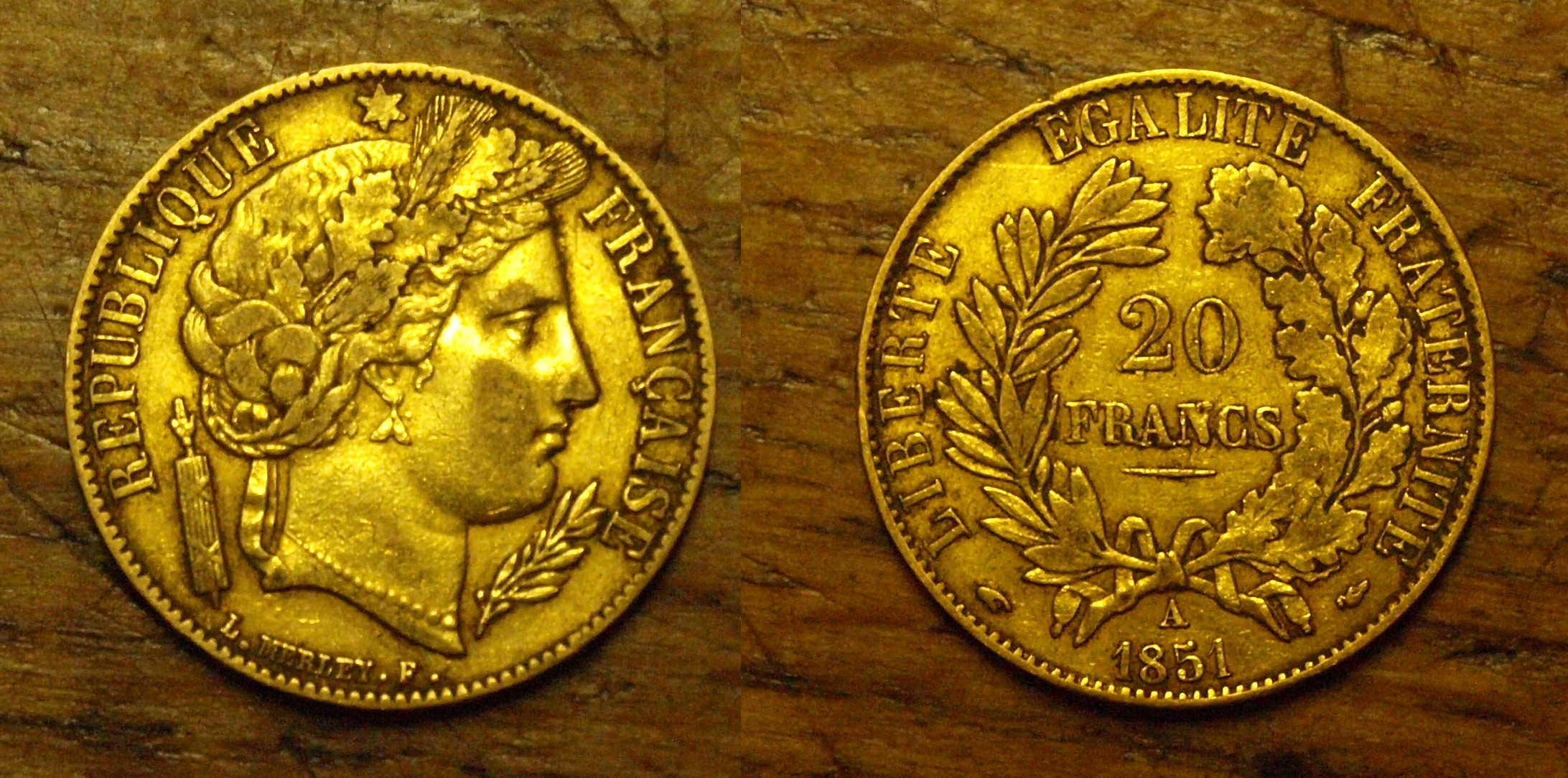
20-Francs-Münze von Merley

## Leben
Sein Studium an der École des Beaux-Arts dauerte von 1839 bis 1843. Dort war er Schüler von André Galle, Pierre Jean David d’Angers und James Pradier. Im Abschlussjahr gewann er den Prix de Rome in der Kategorie Gravuren, Medaillen und Skulpturen. Die kommenden fünf Jahre verbrachte Merley, dank des Stipendiums, in Italien und kehrte erst 1848 nach Paris zurück. 1848 gewann er auch gleich den ersten Preis im concours des monnaies (Wettbewerb für Münzgeld). Diese Entwürfe wurden dann drei Jahre später als 10 und 20 Francs Goldmünzen in Umlauf gebracht. Er nahm noch öfter, nicht ganz ohne Erfolg, an diesem Wettbewerb teil und errang 1851 einen zweiten Platz und Erwähnungen in den Jahren 1857, 1861 und 1863.
Sein Schaffen war vielfältig und erstreckte sich von politischen Themen, wie die Unterwerfung Algeriens über die Februarrevolution, bis hin zu Porträts. So schuf Merley beispielsweise für die Münzkommission ein Porträt von Maréchal Bugeaud oder für den Ministre d’État eine Medaille mit dem Titel die Entdeckung Ninives und die Befriedung Algeriens. Vorgenannte Medaillen wurden dann neben neuen Werken bei der Weltausstellung 1855 gezeigt. Merleys Werke beschränkten sich aber nicht nur auf Münzen und Medaillen, sondern auch Marmor und Stuckarbeiten zur Baudekoration im Halbrelief. So trug er seinen Teil zur Ausstattung des Palais Longchamp in Marseille und des Tribunal de commerce in Paris bei. Auch Privataufträge, wie eine Marmorplakette mit der Büste von Georges Diebolt auf dessen Grabstein auf dem Cimetière Montparnasse, wurde von ihm gestaltet und ausgeführt. Weiterhin war er eingeladen, im Salon de 1857 und bei der Weltausstellung 1867 auszustellen.
Bekanntester Schüler Merleys war Alfred Borrel.

## Werke (Beispiele)
Skulpturales
- La Chasse (die Jagt) am Giebel des Pavillon de Marsan (Louvre)
- La Justice entre la Vérité et la Force, Giebel des Justizpalastes von Saint-Étienne (1935 zerstört).

Medaillen
- La découverte de Ninive, 1853, bronze
- Le voyage de Napoléon III en Algérie en juin 1865, bronze, Paris, musée d’Orsay
- L’inauguration du Palais Longchamp à Marseille, 1869, bronze.

## Ehrungen
- 1866 Nominierung zum Ritter der Ehrenlegion
- Eine Straße in Stainte Etienne trägt den Namen Rue Louis Marley